# Quantum Air
Quantum Air fue una aerolínea con base en Madrid, España. Operaba vuelos chárter y regulares a varios destinos en España y Europa. 

## Historia

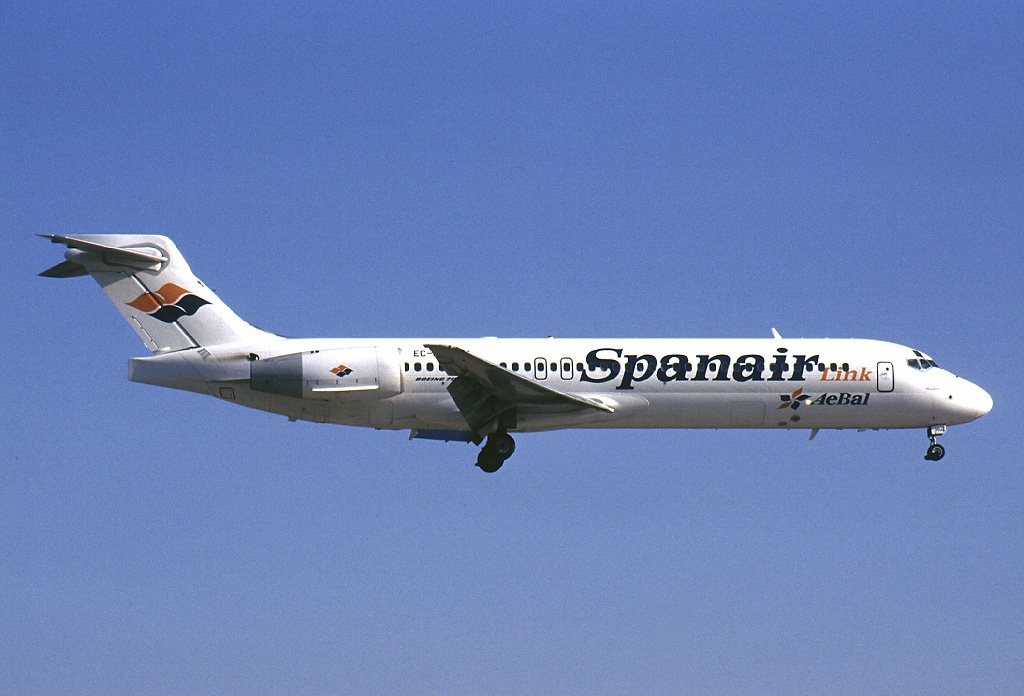
Boeing 717 de con los colores de AeBal-Spanair Link aproximándose al Aeropuerto de Barcelona-El Prat (2002)

La línea aérea se estableció en 1999, empezando a operar el 5 de julio de 2000. Originalmente se debía llamar "AB Bluestar" aunque finalmente se denominó AeBal, Aerolíneas de Baleares, estaba participada por Grupo Marsans (51%), SAS Group (25%), Spanair (18%) y VITRAC (6%). Diversos cambios accionariales concluyeron con SAS poseyendo el cien por cien de la compañía en 2008. 
AeBal voló desde sus inicios hasta el 14 de septiembre de 2008 en exclusiva en wet lease para Spanair. Sin embargo, el convenio colectivo de pilotos de Spanair indicaba que cualquier reducción de flota debía empezar por la producción externa, así que como consecuencia de la crisis económica de dicha compañía, AeBal tuvo que cambiar drásticamente su concepto de aerolínea. Cesó su actividad en septiembre de 2008 hasta que, en enero de 2009, la compró Antonio Mata, expresidente de Aerolíneas Argentinas, quien decidió cambiar el nombre comercial a Quantum Air y trasladar la sede a Madrid.
Tras diversas tiranteces entre comprador y vendedor, Mata intenta sustituir los Boeing 717 por McDonnell Douglas MD-87 sin éxito, y tras diversos impagos de los leasings de los aviones, SAS intenta embargarle los aviones, ya que era el avalista de la operación.Mata se anticipa al embargo de SAS y paraliza los aviones.
El 26 de enero de 2010 Quantum Air suspende temporalmente su actividad. La compañía justifica la suspensión por el incumplimiento de contrato por parte de su antiguo propietario SAS, sin embargo SAS asegura que las alegaciones de Quantum son "completamente falsas".
En octubre de 2012 el Juzgado de lo Mercantil número 1 de Palma de Mallorca condena a SAS a pagar 6,3 millones de € dando la razón a la compañía por falta de veracidad y exactitud en la actuación de la vendedora.

## Antiguos destinos
Quantum Air operaba a los siguientes destinos nacionales regulares (a julio de 2009):
| Destinos          | Aeropuertos                                      |
| ----------------- | ------------------------------------------------ |
| Alicante          | Aeropuerto de Alicante-Elche                     |
| Bilbao            | Aeropuerto de Bilbao                             |
| Fuerteventura     | Aeropuerto de Fuerteventura                      |
| Gran Canaria      | Aeropuerto de Gran Canaria                       |
| Lanzarote         | Aeropuerto de Lanzarote                          |
| Madrid            | Aeropuerto de Madrid-Barajas (HUB principal)     |
| Málaga            | Aeropuerto de Málaga                             |
| Palma de Mallorca | Aeropuerto de Palma de Mallorca (HUB secundario) |
| Sevilla           | Aeropuerto de Sevilla                            |
| Tenerife          | Aeropuerto de Tenerife Norte                     |

## Flota histórica
La flota de AeBal/Quantum Air se compuso exclusivamente por cinco Boeing 717, con capacidad para 115 pasajeros, durante su existencia:
| Aeronaves  | Total | Introducido | Retirado | Matrículas                              |
| ---------- | ----- | ----------- | -------- | --------------------------------------- |
| Boeing 717 | 5     | 2000        | 2010     | EC-HNY, EC-HNZ, EC-HOA, EC-HUZ y EC-JZX |